# Капитонов, Семён Капитонович
Семён Капито́нович Капито́нов (14 сентября 1912, Малая Тавра, Артинская волость, Красноуфимский уезд, Пермская губерния, Российская империя — 23 февраля 1974, Малая Тавра, Артинский район, Свердловская область, РСФСР, СССР) — марийский советский хозяйственный деятель. Кавалер ордена Ленина. Участник Великой Отечественной войны.

## Биография
Родился 14 сентября 1912 года в деревне Малая Тавра ныне Артинского района Свердловской области в марийской крестьянской семье. 
До 1941 года работал механизатором в родном колхозе.
В декабре 1941 года призван в РККА. Участник Великой Отечественной войны: пулемётчик 531 стрелкового полка 164 стрелковой дивизии на Калининском фронте, рядовой. После 2-го ранения в 1943 году комиссован. Награждён орденами Славы III степени, Красной Звезды и медалями. 
С 1943 года — вновь механизатор: восстановил работоспособность раненой руки и вновь сел за штурвал комбайна. Многократно становился победителем соцсоревнования. Награждён орденом Ленина, Трудового Красного Знамени, медалями ВДНХ и другими наградами.
Ушёл из жизни 23 февраля 1974 года на родине, похоронен там же.

## Награды

### Трудовые
- Орден Ленина[2]
- Орден Трудового Красного Знамени[2]
- Медаль «За доблестный труд. В ознаменование 100-летия со дня рождения Владимира Ильича Ленина» (1970)
- Малая серебряная медаль ВДНХ[2]
- Бронзовая медаль ВДНХ[2]

### Боевые
- Орден Славы III степени[2][3]
- Орден Красной Звезды (30.05.1951)[3][5]
- Медаль «За победу над Германией в Великой Отечественной войне 1941—1945 гг.» (09.05.1945)[4]

## Память
Фотодокументальные материалы из архива С. Капитонова ныне хранятся в музее Малотавринской средней школы Свердловской области. 